# Barbican Centre
Il Barbican Centre è il più grande centro teatrale d'Europa. Situato a nord della City of London, nel cuore del Barbican Estate, il complesso ospita concerti di musica classica e contemporanea, spettacoli teatrali, mostre d'arte e sale cinematografiche. Vi hanno sede anche una biblioteca pubblica e tre ristoranti. La London Symphony Orchestra e la BBC Symphony Orchestra hanno la loro sede presso l'auditorium del Barbican Centre.
Il Barbican Centre è stato fondato ed è di proprietà della City of London Corporation, la terza fondazione artistica più grande della Gran Bretagna. Venne costruito come omaggio della città di Londra a tutta la Nazione e venne inaugurato nel 1982 dalla Regina Elisabetta II.
Dal 2001 al 2006, dal 2011 al 2019 e dal 2021 è sede dello UK Championship, torneo della Tripla corona dello snooker.

## Sale esistenti nel Centro
- Barbican Hall: capacità 1.949; sede della London Symphony Orchestra e della BBC Symphony Orchestra.
- Barbican Theatre: capacità 1.166
- Pit:  capacità flessibile di circa 200 posti
- Art Gallery e The Curve:
- Barbican Cinema - 3 sale: capacità: 288, 255 e 155
- Spazi comuni.
- Ristoranti: 3
- Sale per conferenze: 7
- Sale per mostre: 2